# Austral (moneda)
L'austral fou la unitat monetària argentina entre el 15 de juny de 1985 i el 31 de desembre de 1991. Se subdividia en 100 centaus (en espanyol centavos). El símbol era una A majúscula barrada amb una línia horitzontal (vegeu la imatge); aquest símbol apareixia a totes les monedes d'austral, fins i tot als centaus, per distingir-les de les de les unitats monetàries anteriors. El codi ISO 4217 era ARA.
Va substituir el peso a raó de 1.000 pesos per austral i va ser substituït altre cop per una nova modalitat de peso el 1992 a raó de 10.000 australs per peso.
Emès pel Banc Central de la República Argentina (Banco Central de la República Argentina), se'n van emetre monedes de ½, 1, 5, 10 i 50 centaus i d'1, 5, 10, 100, 500 i 1.000 australs, i bitllets d'1, 5, 10, 50, 100, 500, 1.000, 5000, 10.000, 50.000, 100.000 i 500.000 australs, valors que anaven en augment a mesura que s'incrementava la inflació i que finalment van requerir el canvi de l'austral per un nou peso.